# 甘肃多榔菊
甘肃多榔菊（学名：Doronicum gansuense）为菊科多榔菊属下的一个种。

## 扩展阅读
- 維基物種上的相關：甘肃多榔菊